# Sinestro
Sinestro (Thaal Sinestro) est un super-vilain et un extra-terrestre originaire de Korugar appartenant à l'univers de fiction de DC Comics. Il est apparu pour la première fois dans Green Lantern Vol. 2 #7 (juillet-Août 1961), créé par John Broome & Gil Kane.
Dans le classement 2009 d'IGN, Sinestro est 15e du top 100 « Greatest Comic Book Villain of All Time ».

## Histoire
Sinestro est un ancien Green Lantern devenu renégat, qui utilise un anneau jaune qui lui a été fourni par les Armuriers de Qward. Grand alien à la peau magenta et au front haut, il est l'un des principaux adversaires du Green Lantern Hal Jordan. Il fondera son propre Corps de lanterns: le Sinestro Corps. Il a récemment réintégré le Green Lantern Corps, pour arrêter son Corps, qui a asservi Korugar.
voir : Crisis on Infinite Earths, Sinestro Corps War

## Pouvoirs et capacité

### Avec l'Anneau des Green Lantern
- Matérialiser ce qu'il souhaite par la simple force de la volonté
- Mémoriser toutes les langues de l'univers
- Voler dans l'espace à volonté
- Hériter des connaissances de son prédécesseur

### Avec l'Anneau des Yellow Lantern
- Matérialiser ce qu'il veut par la simple force de la volonté (comme avec l'anneau précédent)
- Voler dans l'espace à l'infini
- Mémoriser toutes les langues de l'univers
- Inspirer la peur et peut s'en nourrir pour augmenter sa puissance.

## Sinestro Corps
Membres
- Anti-Monitor,
- Amon Sur,
- Enkafos,
- Hank Henshaw (Cyborg Superman),
- Parallax (Kyle Rayner),
- Ranx the Sentient City,
- Superboy-Prime,
- Fatality (Yrra Cynril),
- Ampa Nnn,
- Arkillo,
- Bedovian,
- Épouvantail,
- Romat-Ru,
- Starro,
- Vril Dox,
- Yellow Lantern...

## Autres média
- Super Friends (anime 1978), voix de Vic Perrin & Don Messick.
- Legends of the Superheroes, rôle joué par Charlie Callas.
- Superman, l'Ange de Metropolis, voix originale de Ted Levine et voix française de Michel Vigné.
- La Ligue des justiciers, voix originale de Ted Levine et de Robin Atkin Downes; voix françaises de Patrick Larzille et d'Olivier Cordina entre autres
- Batman (série télévisée d'animation, 2004), voix originale de Miguel Ferrer et voix française de Thierry Murzeau
- Batman : L'Alliance des héros, voix originale de Xander Berkeley et voix française de Jean-Claude Donda
- Green Lantern : voix originale de Ron Perlman et voix française de Jean-Claude Donda
- La Ligue des justiciers : Action : voix originale de Darin De Paul et voix française de Jean-Claude Donda
- Green Lantern : Le Complot (Green Lantern: First Flight), voix originale de Victor Garber et voix française de  Vincent Ropion
- Green Lantern (film), rôle joué par Mark Strong et voix française de Julien Kramer

Jeux vidéo
- Mortal Kombat vs. DC Universe
- DC Universe Online
- Lego Batman 2: DC Super Heroes
- Injustice : Les Dieux sont parmi nous
- Lego Batman 3 : Au-delà de Gotham